# Principe de libre administration des collectivités territoriales en France
 (novembre 2008).
La forme ressemble trop à un extrait de cours et nécessite une réécriture afin de correspondre aux standards de Wikipédia.
La libre administration des collectivités territoriales est un principe général à valeur constitutionnelle du droit français.
Le Conseil constitutionnel y a fait pour la première fois référence dans sa Décision n° 79-104 DC du 23 mai 1979 dite Nouvelle-Calédonie.
En vertu de la loi constitutionnelle du 28 mars 2003, le 3e alinéa de l'article 72 de la Constitution de la Cinquième République française dispose : « Dans les conditions prévues par la loi, ces collectivités s'administrent librement par des conseils élus et disposent d'un pouvoir réglementaire pour l'exercice de leurs compétences ».
L'article 72-2 de la Constitution française détaille des dispositions constitutionnelles consacrant la libre administration des collectivités territoriales.

## Un principe de limitation plus que d'autonomie

### Un principe de limitation des pouvoirs législatif et réglementaire

#### La limitation du pouvoir législatif
La Constitution (art. 34) renvoie à la loi pour la détermination les « principes fondamentaux [...] de la libre administration des collectivités locales, de leurs compétences et de leurs ressources ».

##### En matière financière
Le corollaire du principe de libre administration des collectivités territoriales est le principe d'autonomie financière énoncé par l'article 72-2 de la Constitution. Le premier alinéa dispose que « Les collectivités territoriales bénéficient de ressources dont elles peuvent disposer librement dans les conditions fixées par la loi » et le troisième pose le principe que les collectivités doivent disposer d'un niveau minimal de ressources propres : « Les recettes fiscales et les autres ressources propres des collectivités territoriales représentent, pour chaque catégorie de collectivités, une part déterminante de l'ensemble de leurs ressources. ». Toutefois, cette autonomie financière ne signifie pas que les collectivités disposent de l'autonomie fiscale, comme l'indique le Conseil constitutionnel dans sa décision du 29 décembre 2009 relative à la loi de finances pour 2010. En revanche, l'alinéa 2 de l'article 72-2 les autorise à disposer de pouvoirs en matière fiscale : « Elles peuvent recevoir tout ou partie du produit des impositions de toutes natures. La loi peut les autoriser à en fixer l'assiette et le taux dans les limites qu'elle détermine. ». En outre, le Conseil constitutionnel veille à ce que les collectivités disposent de suffisamment de ressources fiscales, dès lors qu'elles assurent la réalité du principe de libre administration (décision du 24 juillet 1991 relative à la loi portant diverses dispositions d'ordre économique et financier).
- Leur pouvoir financier doit être garanti, il peut supprimer une ressource fiscale, mais ne peut modifier excessivement leur équilibre budgétaire (Conseil constitutionnel 24 juillet 1991).

##### En matière de compétences
- La loi peut obliger ou interdire, si l'objet est précis, non contraire aux compétences propres des collectivités et ne se heurte pas à la libre administration de celles-ci (Conseil constitutionnel 29 décembre 2005).

#### La limitation du pouvoir réglementaire
- Seul le Parlement peut créer ou supprimer des ressources fiscales locales (Conseil constitutionnel 30 janvier 1968).
- Lui seul est apte à transférer à l'État des compétences exercées par une collectivité territoriale (Conseil constitutionnel 23 avril 1971).
- Un décret ne peut modifier les pouvoirs des conseils municipaux (Conseil d'État Ass. 21 juillet 1972 Saingery).

Un acte réglementaire ne heurte pas le principe de libre administration s'il complète une loi lui portant atteinte (Conseil d'État 18 juin 1965 Bellet), ou s'il ne prévoit pas sanction (Conseil d'État Ass. 13 décembre 1968 Fédération nationale des élus républicains).
De plus, il est reconnu un pouvoir réglementaire propre des collectivités pour l'organisation des services (Conseil d'État 13 février 1985 SAN Cergy Pontoise, puis constitutionnalisé avec la révision constitutionnelle du 28 mars 2003).

### Un modèle alternatif à l'autonomie ou à une stricte application du principe de subsidiarité
Si l'on peut reconnaître aux collectivités l'indépendance de leurs organes et la clause générale de compétence des collectivités territoriales (découlant de l'article 61 de la loi du 5 avril 1884 : « Le conseil municipal règle par ses délibérations les affaires de la commune »), elles n'ont pas une réelle autonomie de gestion (soumission au droit de la fonction publique, de l'achat public, etc.), ni d'auto-organisation, et sont limitées dans leurs prérogatives de puissance publique (expropriation).
Ainsi, la définition très parcellaire et souvent négative donnée par la jurisprudence différencie le modèle français de celui de l'autonomie ou de la subsidiarité, qui exigent une règle simple de relation entre les différents types de collectivité publique.

## Enjeux actuels

### La libre administration est financièrement contrainte par le poids des dotations et la demande de maîtrise budgétaire

#### La faible part des recettes fiscales et la contrainte sur le vote des taux a pour effet de brider l'action des collectivités
Les collectivités ont vu leur autonomie financière se réduire considérablement, les transferts de compétences étant compensés par des dotations, et non des ressources fiscales qu'elles pourraient maîtriser.
D'autre part, le législateur a à plusieurs reprises tenté de limiter le pouvoir des collectivités sur leurs ressources fiscales. Il en résulte que la « loi peut déterminer les limites à l'intérieur desquelles une collectivité territoriale est habilitée à fixer elle-même le taux d'une imposition », sans limiter les ressources globales ou « réduire la part des recettes fiscales dans ces ressources au point d'entraver leur libre administration » (Conseil constitutionnel 12 juillet 2000).

#### Les efforts demandés par l'État en matière de maîtrise des dépenses peuvent menacer la libre administration
L'intégration des collectivités dans les critères du pacte de stabilité et de croissance et la pression uniforme exercée par l'État (à travers le contrat de stabilité pour la progression des ressources) limite la prise en compte du comportement budgétaire de chaque collectivité, qui pourrait dégager des marges de manœuvre plus importantes.

### La coordination des politiques publiques et l'accroissement des relations entre collectivités, nouvelles limites pour la libre administration?

#### L'exigence de bonne gestion des deniers publics implique une meilleure coordination des politiques
La tutelle d'une collectivité sur une autre étant interdite (Conseil constitutionnel 20 janvier 1984 et Conseil d'État 12 décembre 2003 département des Landes), et leurs champs d'action se recoupant, se pose la question de la coordination. La notion de chef de file vise à concilier ces exigences, mais induit nécessairement une nouvelle perte d'autonomie.

#### Le développement et l'horizontalisation des relations font apparaître les gains potentiels de la mutualisation, qu'il s'agit de concilier avec la libre administration
L'évolution des relations entre collectivités publiques montre une moins grande déférence pour l'État, mais aussi une interdépendance accrue. Dès lors, la mutualisation des outils informatiques ou des ressources impose de repenser la libre administration.